# Callyna melanosema
Callyna melanosema là một loài bướm đêm trong họ Noctuidae.